# Mukhtar Mai

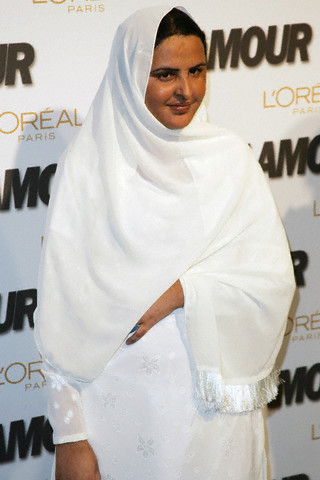
Mukhtar Mai 2005

Mukhtar Mai (auch Mukhtaran Bibi, Mukhtiar oder Mukhtaran; Urdu مختاراں مائی Muḫtārāṅ Māʾī; * 1972 in Meerwala) ist eine pakistanische Aktivistin für die Frauenrechte.

## Leben
Sie ist Angehörige des Tatla-Clans aus Pakistan aus dem kleinen und verarmten Dorf Meerwala, welches im Distrikt Jatoi im Muzaffargarh District Pakistans liegt. Mukhtaran Bibi wurde auf Verlangen des Dorfältestenrats als Rache für eine angebliche Beziehung ihres zwölfjährigen Bruders mit einer Tochter des Mastoi-Clans Opfer einer Massenvergewaltigung. Ihr Bruder war bereits zuvor von Mitgliedern des einflussreichen Clans der Mastoi vergewaltigt worden.
Furchtlos zeigte Mukhtaran daraufhin ihre Vergewaltiger an, anstatt, wie erwartet, Suizid zu begehen, um die „Ehre“ ihrer Familie zu retten. Die Täter wurden daraufhin bestraft, jedoch im Revisionsprozess wieder – bis auf einen – freigesprochen. Der Fall ist – nach einer weiteren Appellation – anhängig und erfährt zunehmend öffentliches Interesse, weswegen sich der pakistanische Staatschef im Juni 2005 genötigt sah, dies mit den Worten zu kommentieren, es handele sich um einen Einzelfall. (Ansonsten ist es auch tatsächlich ein Einzelfall, denn „normalerweise“ wird in Pakistan von einer vergewaltigten Frau verlangt, dass sie einen Suizid begeht. Mukhtar Mai war also eine Ausnahme.)
Bald nach ihrer Vergewaltigung gründete sie mit der Entschädigungszahlung, die sie von der Regierung erhalten hatte, die Mukhtar-Mai-Stiftung, die Möglichkeiten der medizinischen Versorgung, kostenlose Rechtsberatung, Unterkünfte für Frauen, eine Klinik, eine öffentliche Bibliothek sowie eine Schule für Mädchen und eine für Jungen unterhält. Außerdem bewirkte sie, dass eine Polizeiwache entstand und Meerwala ans lokale Stromnetz angeschlossen wurde.
Im Sommer 2005 wurde sie von der pakistanischen Regierung unter Hausarrest gestellt, als sie auf Einladung von ai und dem „Asian-American Network Against Abuse of Women“ in den USA über die Situation der Frauen in Pakistan berichten wollte. Nach internationalen Protesten konnte sie jedoch im November zur Verleihung des Woman of the Year Award die USA besuchen.
Im Februar 2006 erschien in Deutschland ihr autobiografisches Buch Die Schuld, eine Frau zu sein.
Trotz Morddrohungen, die sie bis heute vom Mastoi-Clan erhält, ist sie weiterhin in ihrem Heimatort geblieben, „weil sich in Meerwala sonst nichts verändert hätte“.
Im Jahr 2011 war sie Mitglied einer Jury von renommierten Persönlichkeiten, die bei der Auswahl des universellen Logos für Menschenrechte beteiligt war.

## Auszeichnungen
- Preis des internationalen Komitees der Rechte der Frauen, Dezember 2002
- Mensch der Woche ABC News, Oktober 2005
- Woman of the Year Award des Magazins »Glamour« für ihr Engagement gegen die Unterdrückung von Frauen, November 2005 in New York, verbunden mit einem Preisgeld von 20.000 Dollar. Mit dem Preisgeld will sie die Arbeit ihres Frauenzentrums in Meerwala finanzieren.
- North-South Prize, 2006